# Hydroptila sumanmalie
Hydroptila sumanmalie is een schietmot uit de familie Hydroptilidae. De soort komt voor in het Oriëntaals gebied.